# Jean-Claude Bertrand
Jean-Claude Bertrand (* 5. August 1954) ist ein französischer Badmintonspieler. 

## Karriere
Jean-Claude Bertrand war eine der herausragenden Persönlichkeiten im französischen Badmintonsport von Ende der 1970er bis Ende der 1980er Jahre. Seinen ersten nationalen Titel gewann er 1978 im Mixed mit Anne Méniane. Mit ihr konnte er bis 1988 fünf weitere Titel erringen. Im Herreneinzel siegte er bei französischen Meisterschaften erstmals 1981. 1983 gewann er einen weiteren Titel in dieser Disziplin. 1983 und 1986 war er im Herrendoppel erfolgreich. Zwei weitere Titel im Mixed gewann er mit Catherine Lechalupé 1982 und 1983.

## Sportliche Erfolge
| Saison    | Veranstaltung              | Disziplin    | Platz | Name                                       |
| --------- | -------------------------- | ------------ | ----- | ------------------------------------------ |
| 1977/1978 | Französische Meisterschaft | Mixed        | 1     | Jean-Claude Bertrand / Anne Méniane        |
| 1978/1979 | Französische Meisterschaft | Mixed        | 1     | Jean-Claude Bertrand / Anne Meniane        |
| 1980/1981 | Französische Meisterschaft | Herreneinzel | 1     | Jean-Claude Bertrand                       |
| 1981/1982 | Französische Meisterschaft | Mixed        | 1     | Jean-Claude Bertrand / Catherine Lechalupé |
| 1982/1983 | Französische Meisterschaft | Mixed        | 1     | Jean-Claude Bertrand / Catherine Lechalupé |
| 1982/1983 | Französische Meisterschaft | Herreneinzel | 1     | Jean-Claude Bertrand                       |
| 1982/1983 | Französische Meisterschaft | Herrendoppel | 1     | Jean-Claude Bertrand / Quan Tong Lam       |
| 1983/1984 | Französische Meisterschaft | Mixed        | 1     | Jean-Claude Bertrand / Anne Méniane        |
| 1984/1985 | Französische Meisterschaft | Mixed        | 1     | Jean-Claude Bertrand / Anne Méniane        |
| 1985/1986 | Französische Meisterschaft | Mixed        | 1     | Jean-Claude Bertrand / Anne Méniane        |
| 1985/1986 | Französische Meisterschaft | Herrendoppel | 1     | Jean-Claude Bertrand / Kiet Truong         |
| 1987/1988 | Französische Meisterschaft | Mixed        | 1     | Jean-Claude Bertrand / Anne Méniane        |